# Marian Walorek
Marian Walorek (ur. 22 kwietnia 1912 w Poznaniu, zm. 20 grudnia 1988 w Madrycie) – polski ksiądz katolicki, rektor Polskiej Misji Katolickiej w Hiszpanii.

## Życiorys
Święcenia kapłańskie przyjął 11 czerwca 1938 i początkowo został skierowany do parafii Matki Boskiej Wniebowziętej w Puszczykowie, następnie do parafii św. Marcina w Swarzędzu. Po wybuchu II wojny światowej służył jako kapelan w jednym z batalionów 58 Pułku Piechoty. Po zakończeniu walk został aresztowany, od września 1939 do grudnia 1939 pracował w obozie dla jeńców cywilnych w Pile. Następnie uciekł do Poznania i został skierowany przez biskupa Walenego Dymka do pomocy w parafii w Jutrosinie. Latem 1940 rozpoczął pracę w Pępowie, gdzie poprzedni proboszcz zmarł, nie miał jednak zatwierdzenia ze strony władz niemieckich. 7 października 1941 został aresztowany przez Gestapo i ostał osadzony w Dachau. Został uwolniony przez wojska amerykańskie 29 kwietnia 1945.
W latach 1945–1948 pracował jako kapelan w brytyjskiej strefie okupacyjnej, w listopadzie 1948 wyjechał do Hiszpanii. W 1949 rozpoczął studia z zakresu prawa kanonicznego na Uniwersytecie Papieski w Salamance, obronił tam pracę magisterską i licencjat naukowy. Pracował w Madrycie jako duszpasterz polskich studentów, był wiceprezesem madryckiego oddziału Stowarzyszenia Polskich Kombatantów. Od 1956 był rektorem powstałej dzięki jego staraniom Polskiej Misji Katolickiej. W latach 1966–1988 wydawał comiesięczny biuletyn Inter nos, był też autorem religijnych pogadanek, emitowanych w  Radiu Madryt i Radio Nacional de España. Pracował przy kościele św. Ildefonsa, uczył też historii muzyki i łaciny w prywatnej szkole katolickiej. W swoim mieszkaniu organizował niemal do śmierci regularne comiesięczne spotkania gromadzące miejscową Polonię.
Od 1970 posiadał obywatelstwo hiszpańskie.
Został pochowany na cmentarzu San Justo w Madrycie.